# Azélie Fayolle
 (janvier 2024).
Azélie Fayolle, née en 1987 à Bordeaux, est une autrice, chercheuse en littérature, et Youtubeuse française, spécialiste d'Ernest Renan et du féminisme.

## Biographie
Après un double master en lettres et en études germaniques à Bordeaux, Azélie Fayolle obtient l'agrégation de lettres modernes en 2014. Elle est actuellement chercheuse post-doctorante à l'Université Libre de Bruxelles. Son projet FNRS, « Femmes, nature, discours », est consacré à l'étude des féminismes du XIXe siècle, à l'idée de nature et au statut discursif des textes protéiformes des féministes.
Depuis 2018, Azélie Fayolle développe la chaîne Youtube Un grain de lettres « où on cause de littérature, le plus souvent, de féminismes, de lectures ». Face caméra, elle y parle librement de ses lectures, développe spontanément ses analyses, et convoque parfois des invités. Elle participe ainsi au mouvement de la « littératube » et s'inscrit parmi ceux que Gilles Bonnet appelle les « lectubeurs ».
Azélie Fayolle a soutenu une thèse de Littérature française, sous la direction de Gisèle Séginger en 2019, intitulée Ernest Renan : sciences de la nature et pensée historique. Cette thèse a été publiée en 2023 sous le titre Ernest Renan : savoirs de la nature et pensée de l'histoire aux éditions Honoré Champion.
Son essai  Des femmes et du style : Pour un feminist gaze publié en 2023 aux éditions Divergences connaît un certain retentissement critique. Azélie Fayolle s'y intéresse à la littérature féministe et distingue le « feminist gaze » du « female gaze » qui a été théorisé par Iris Brey,, en analysant plus particulièrement la part engagée de l'écriture féminine dans l'histoire littéraire. Elle cherche même à discerner l'existence d'un "style féministe".
Azélie Fayolle prend régulièrement position par rapport à l'actualité féministe : ainsi sa tribune sur le film Barbie dans le journal Le Monde cherche à démontrer que l'idéal du féminisme libéral est un leurre.

### Essais
- Ernest Renan : savoirs de la nature et pensée de l'histoire, Paris, Honoré Champion, 2023[20]

- Des femmes et du style : Pour un feminist gaze, Paris, Divergences, 2023[21]

### Articles, chapitres d'ouvrages
- « Dire le désordre. L’utopie des Saint-Simoniennes », in Aurore Turbiau, Samy Lagrande, Judith Cohen (dir.), Les Esthétiques du désordre. Pour une autre généalogie de l’utopie, Le Cavalier Bleu, automne 2022[22].

- « Essais d’essai : petite poétique de l’essai renanien », in Irène Langlet, Chloé Ouaked (dir.), L’Essai médiatique, Presses Universitaires de Rennes, 2022[23].

- « L’animal expérimental de Claude Bernard », in Gisèle Séginger (dir.), Animalhumanité. Expérimentation et fiction : l’animalité au cœur du vivant, LISAA, « Savoirs en textes », (en ligne), 2018, p. 159-174[24].

- « Isaac Newton dans tous ses états. La découverte scientifique par Marcel Gotlib », Arts et savoirs, (en ligne), OpenEditions, 2017.